# بیوک امینی افشار
بیوک امینی افشار سپهبد ارتش در دوره پهلوی و آخرین رئیس ستاد ژاندارمری بود وی پس از انقلاب در دولت مهدی بازرگان نیر همان سمت را حفظ کردو پس از مدتی به دلیل شکایت‌های انجام شده محاکمه و در ۳۱ تیرماه سال ۱۳۶۱ به جرم «تحکیم مبانی رژیم طاغوتی شاهنشاهی و صدور دستور تیراندازی به سوی ملت مسلمان» اعدام شد.
برادر وی سپهبد پرویز امینی افشار آخرین رئیس اداره دوم ستاد بزرگ‌ارتشتاران بود و پس از انقلاب ایران اعدام شد. و از امضا کنندگان اعلامیه بی‌طرفی ارتش در ۲۲ بهمن ۱۳۵۷ بود.